# 丁家桥镇
丁家桥镇，是中华人民共和国安徽省宣城市泾县下辖的一个乡镇级行政单位。

## 行政区划
丁家桥镇下辖以下地区：
丁桥村、后山村、新渡村、官庄村、小岭村和李园村。